# 荷魯斯的四個兒子

荷魯斯的四個兒子

荷魯斯的四個兒子是指荷魯斯與哈索爾所生的四個兒子，在埃及有关葬礼的信仰中，他的四個兒子專門負責管理死者的四個罐子，那四個罐子分別裝有胃、腸、肺和肝臟。
以下是荷魯斯四個兒子的名字和分別掌管的罐子：
- 伊姆塞特（Imset，Amset，Mesta）：荷鲁斯四子之一，死者肝臟的保护者。罐子放在南方。
- 多姆泰夫（Duamutef，Tuamutef；Golden Dawn，Thmoomathph）：荷鲁斯四子之一，死者胃的保护者。罐子放在東方。
- 哈碧（Hapi，Golden Dawn，Ahephi）：荷鲁斯四子之一，死者肺的保护者。罐子放在北方。
- 凯布山纳夫（Qebshenuf，Kebechsenef，Kebehsenuf，Qebehsenuf）：荷鲁斯四子之一，死者肠的保护者。罐子放在西方。

## 卡諾卜罈

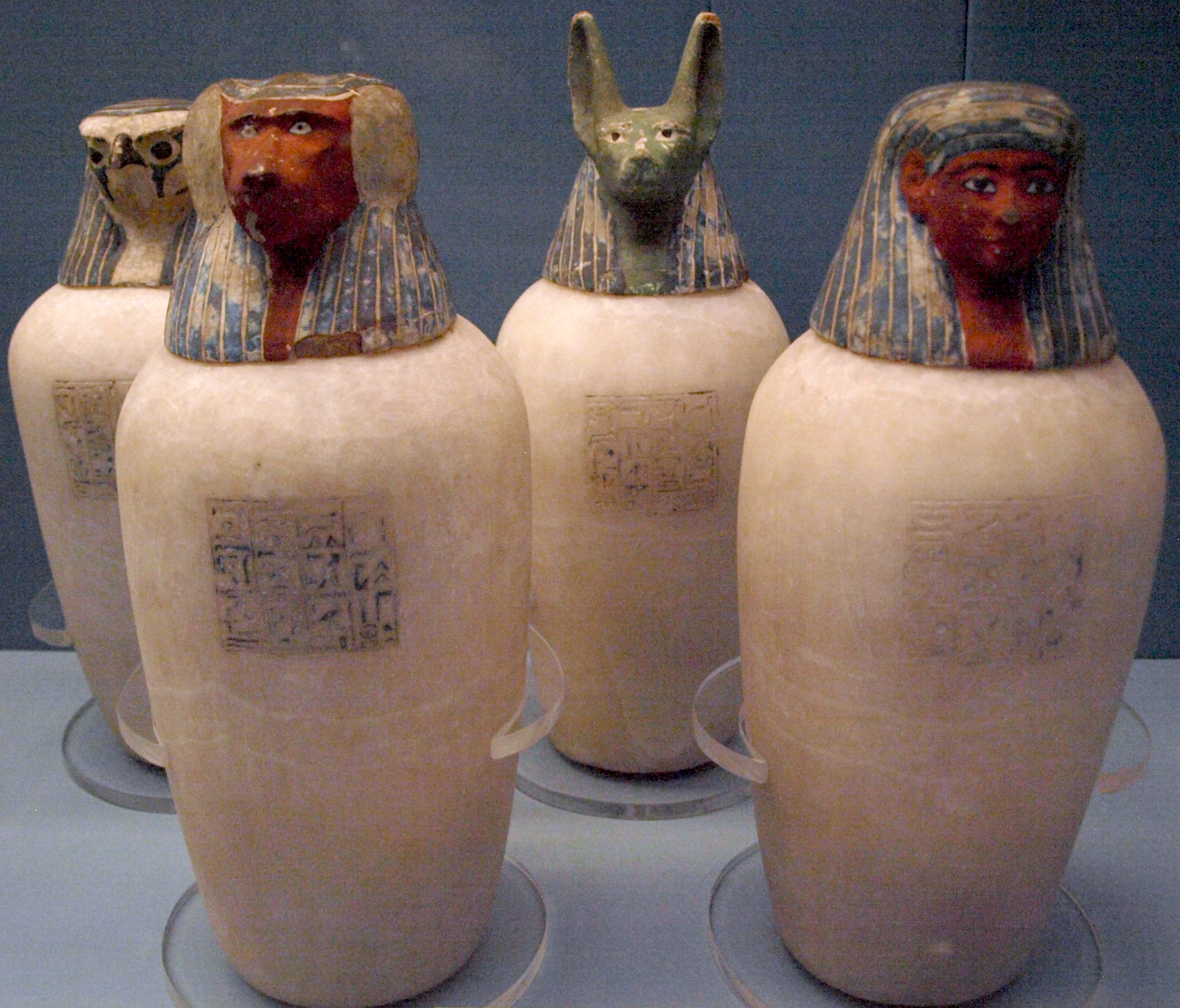
卡諾卜罈，以方解石製成，罈蓋以上色木材製成。
卡諾卜罈一般仿照荷魯斯的四個兒子製成：左起為凱布山納夫、哈碧、多姆泰夫與艾姆謝特。

卡諾卜罈（Canopic jar，另作卡諾皮克罐、卡諾波罐）是古埃及人製作木乃伊時用作保存內臟，以供來世使用的器具。它們一般是以石灰石製作，或者是陶器的製成品。自古王國時期起直至古埃及後期 （Late Period of ancient Egypt），古埃及人一直使用卡諾卜罈，到了托勒密時期 （Ptolemaic Period），內臟只是簡單地包裹，與屍體一起擺放。
卡諾卜罈合共有四個，每一個上面通常都刻有銘文，以求神靈庇佑。每個罈子分別保存了個別的人體器官，包括胃、腸、肺和肝。卡諾卜罈的設計因時改變，在古王國時期，卡諾卜罈通常是以石灰石或方解石製成，上面沒有銘文，罈頂所用的只是一般的蓋子，但到了第一中間時期，罈蓋雕刻製作成人頭的模樣，以代表死者。

## 更多圖片

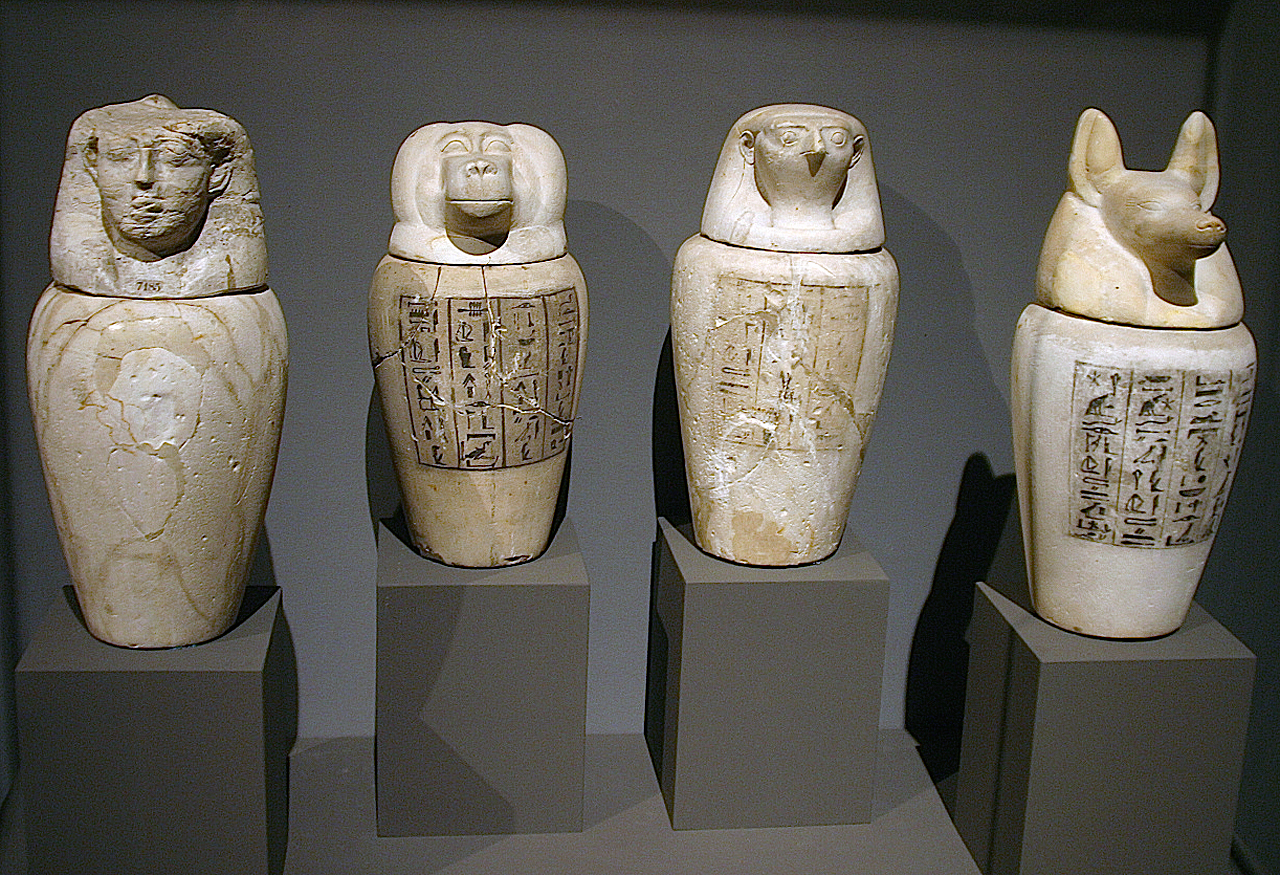
卡諾卜罈大集合
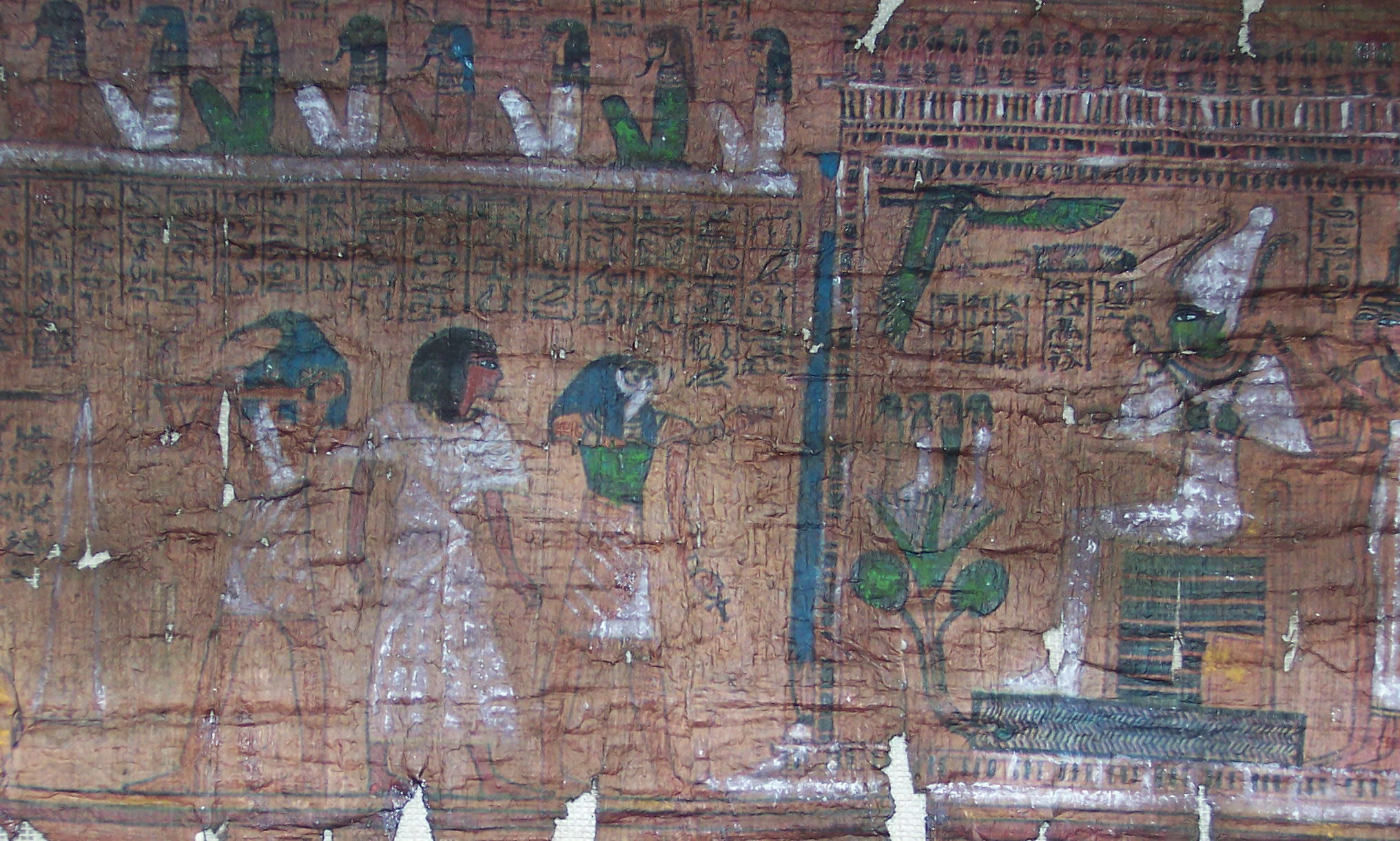
荷魯斯的四個兒子之壁畫（一）
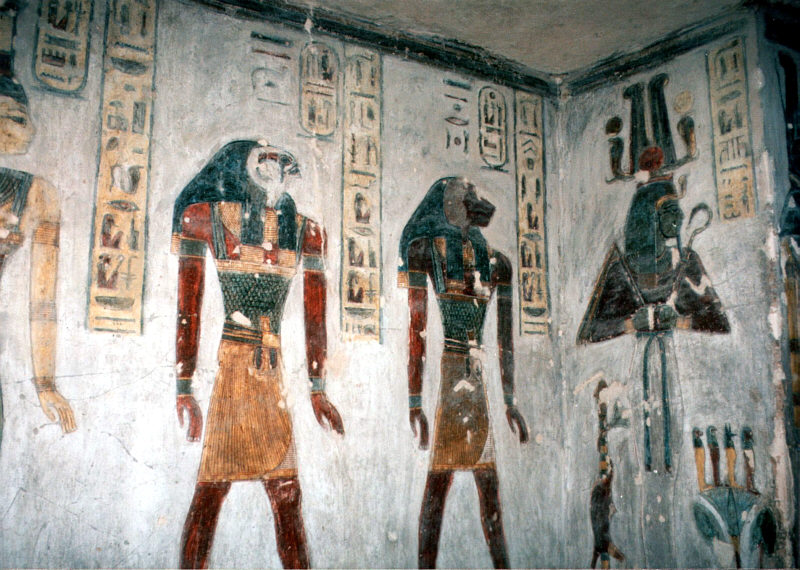
荷魯斯的四個兒子之壁畫（二）